# Boris Lehman
Pour les articles homonymes, voir Lehman.
 (mai 2024).
Boris Lehman, né le 3 mars 1944 à Lausanne (Suisse), est un cinéaste belge aux frontières du cinéma expérimental, de l'essai cinématographique, du journal filmé et du documentaire.

## Biographie
Il réalise une œuvre fleuve comptant près de 500 films (courts et longs, documentaires et fictions, essais et expérimentations, journaux, autobiographies…), et quelque 500 000 photographies. L'essentiel de son cinéma est tourné en pellicule (8mm et 16mm).
Peu connu du grand public en raison de l’absence de son œuvre dans les circuits de distribution conventionnels, ses films sont cependant l’objet d’une diffusion régulières dans les festivals, et de rétrospectives organisées dans les cinémathèques. Boris Lehman montre aussi ses films lors de séances privées, les projetant lui-même. Quelques-uns de ses films sont édités chez Re:Voir Vidéo.
Boris Lehman a été comédien (principal rôle masculin) dans Bruxelles-transit (1980) de Samy Szlingerbaum.
Il a aussi joué dans Canal K de Maurice Rabinowicz (1970) et Les filles en orange de Yaël André (2003).
Il a collaboré à divers titres avec Henri Storck (Forêt secrète d'Afrique, Fêtes de Belgique), Chantal Akerman (Jeanne Dielman), Patrick Van Antwerpen, Jean-Marie Buchet, Gérard Courant, etc.
L'œuvre de Boris Lehman a fait l'objet d'une vaste rétrospective au Centre Georges-Pompidou en 2003 (Le tour de Boris en 80 bobines).
Avec Funérailles (de l'Art de mourir), terminé en 2016, le réalisateur a, selon ses dires, clôturé son œuvre cinématographique,,.
En 2014, une fondation pour la préservation de ses œuvres écrites, dessinées, photographiées, et filmées, a été créée. Elle organise une fois par an des rencontres cinématographiques dans un lieu à l'écart des villes et des festivals.
Boris Lehman se consacre depuis 2016 à l'écriture d'un opéra La véritable histoire de la Dame Blanche en collaboration avec la compositrice Fanny Tran.
Il profite de la pandémie de Covid-19 pour ressusciter et terminer deux longs métrages ainsi que deux courts métrages, qui seront projetés au Cinéma Nova à Bruxelles, en octobre 2021,,.
Boris Lehman a fait don de ses oeuvres à la Bibliothèque nationale de France, à la Cinémathèque de Toulouse, à la Cinémathèque suisse ainsi qu'à l'association Home Movies (Bologne) et à l'association Antre-Peaux (ex-Bandits-Mages, Bourges).

## Vie privée
Il est décrit comme étant un « nomade », ne s'étant jamais « fixé », ayant une adresse d’emprunt, un ami proche recevant son courrier,.

## Filmographie
- La Clé du champ, 1963
- Histoire d'un déménagement, 1967
- Catalogue, 1968
- Le Centre et la Classe, 1970
- Ne pas stagner, 1973
- Knokke Out, 1974
- Album 1, 1974
- Magnum Begynasium Bruxellense, 1978
- Symphonie, 1979
- Marcher ou la fin des temps modernes, 1979
- Couple, Regards, Positions, 1983
- Portrait du peintre dans son atelier, 1985
- Muet comme une carpe, 1987
- Masque (court métrage), 1987
- L'Homme de terre, 1989
- Cinématon (juif) de Gérard Courant, 1989
- A la recherche du lieu de ma naissance, 1990
- La Chute des heures, 1990
- Babel / Lettre à mes amis restés en Belgique   1991
- Je suis fier d'être Belge, 1993
- Leçon de vie, 1994
- Homme portant son film le plus lourd, 1994
- La Division de mon temps, 1994
- Un jour comme les autres, 1994
- Check-Up (État de santé), 1994
- Un bruit qui rend sourd, 1995
- La Dernière S(cène), 1995
- Mes Entretiens filmés, 1996
- Mon voyage en Allemagne, 1997
- Mon voyage à Moscou, 1997
- L'Image et le Monde, 1998
- A comme Adrienne, 2000
- Histoire de ma vie racontée par mes photographies, 2001
- Mes 7 lieux, 2001
- Homme portant, 2003
- Tentatives de se décrire, 2005
- Un peintre sous surveillance, 2008
- Retouches et Réparations, 2009
- Choses qui me rattachent aux êtres, 2009
- Histoire de mes cheveux, 2010
- Mes entretiens filmés (3 chapitres), 2013
- Mes sept lieux, 2013
- L'art de s'égarer ou l'image du bonheur, 2015
- Before the beginning, 2015
- Oublis, regrets et repentirs, 2016
- Funérailles (de l'art de mourir), 2016
- Confinement, 2020
- Une histoire d'amour, 2020
- Une histoire de cheveux (Sibérie), 2020
- Fantômes du passé (comment l'histoire est entrée en moi), 2020